# Demokratická opozice Srbska
Demokratická opozice Srbska (srbsky: Демократска oпозиција Cрбије, ДОС; Demokratska opozicija Srbije; DOS) vznikla v první polovině roku 2000 jakožto opoziční uskupení vůči Slobodanu Miloševičovi a jeho straně SPS.
Opoziční uskupení DOS vzniklo v podobném duchu jako koalice Zajedno v lednu roku 2000. Projekt navazoval na snahy DEPOSu a koalice Zajedno o demokratizaci autoritativního režimu Slobodana Miloševiče. Heterogenní koalici tvořilo před parlamentními volbami 2000 osmnáct jednotlivých subjektů (seznam viz níže). Tento konglomerát jednotlivých politických směrů si ve svém programu vytyčil demokratickou přestavbu Srbska v evropský stát s odpovídajícím institucionárním nastavením. DOS svoji politickou sílu čerpal převážně z nespokojenosti obyvatelstva s autoritativním vládnutím Slobodana Miloševiče. Po drtivých výhrách ve federálních (43,9 % v dolní a 46,2 % v horní komoře svazového parlamentu) a prezidentských volbách se tandem Vojislav Koštunica (DSS) – Zoran Djindjić (DS) soustředil na dovršení „buldozerové revoluce“ a převzetí vlády. Poslední zkouškou demokratických proměn měly být první nezmanipulované volby srbského parlamentu (Skupštiny) 23. prosince 2000.
Z hlediska stranického systému opoziční stranu DOS tvořily převážně opoziční subjekty, které s podporou národnostních stran vytvořily jeden velký heterogenní blok. Tato instituce měla kontinuitní prvky s předchozími opozičními projekty z dřívějších let (DEPOS a Zajedno) a byla jejím faktickým pokračováním s podobnými požadavky a programem.
Zoran Đinđić se sice stal v lednu 2001 srbským premiérem, ale vláda DOS pod jeho vedením v roce 2001 provedla jako součást reforem některá nepopulární opatření včetně privatizace a byl jí přičítán i související růst nezaměstnanosti. Slobodan Milošević byl zatčen 1. dubna 2001 a 28. června vydán Mezinárodnímu trestnímu tribunálu pro bývalou Jugoslávii v Haagu. Vládě byla dávána za vinu i vražda bývalého spolupracovníka Služby státní bezpečnosti Momira Gavriloviće, ke které došlo 3. července 2001, záhy po jeho setkaní s prezidentem Koštunicou. O dva týdny později opustila vládu a stranickou alianci Demokratická strana Srbska (DSS).
Po atentátu na Zorana Đinđiće v roce 2003 se aliance začala rozpadat. Po několika dalších aférách a korupčních skandálech ztratila vláda DOS důvěru parlamentu. Díky tomu se 28. prosince 2003 konaly mimořádné parlamentní volby, ve kterých již strany zastoupené v alianci soutěžily jednotlivě, což znamenalo konec DOS.

## Seznam politických stran a hnutí v koalici DOS
- Demokratická strana (Demokratska stranka; DS)
- Demokratická strana Srbska (Demokratska stranka Srbije; DSS)
- Sociální demokracie (Socijaldemokratija; SD)
- Občanská aliance Srbska (Gradjanski savez Srbije; GSS)
- Křesťansko-demokratická strana Srbska (Demohriščanska stranka Srbije; DHSS)
- Nové Srbsko (Nova Srbija; NS)
- Hnutí za demokratické Srbsko (Pokret za demokratsku Srbiju; PDS)
- Liga sociálních demokratů Vojvodiny (Liga socijaldemokrata Vojvodine; LSV)
- Reformisté Vojvodiny (Reformisti Vojvodine; RDSV)
- Koalice Vojvodina (Koalicija Vojvodina; KV)
- Aliance vojvodinských Maďarů (Savez vojvodjanskih Madjara; SVM)
- Demokratická alternativa (Demokratska alternativa; DA)
- Demokratický střed (Demokratski centar; DC)
- Nová demokracie (Nova demokratka; ND)
- Sociálně-demokratická unie (Socijaldemokratska unija; SDU)
- Sandžacká demokratická strana (Sandžačka demokratska partija; SDP)
- Liga pro Šumajdu (Liga za Šumadiju; LŠ)
- Asociace svobodných a nezávislých odborů Srbska (Asocijacija slobodnih i nezavisnih sindikata; ASNS).